# Форсаж 5
«Форса́ж 5» (англ. Fast Five, иногда употребляется как Форсаж 5: Ограбле́ние в Ри́о) — американский боевик 2011 года режиссёра Джастина Лина по сценарию Криса Моргана. Продолжение фильма «Форсаж 4» (2009), пятая часть одноимённой франшизы. Главные роли исполняют Вин Дизель, Пол Уокер, Джордана Брюстер, Тайриз Гибсон, Крис «Лудакрис» Бриджес, Мэтт Шульце, Сунг Канг, Тего Кальдерон, Дон Омар, Галь Гадот, Хоаким де Алмейда и Дуэйн Джонсон. В фильме Доминик Торетто (Дизель) и Брайан О’Коннер (Уокер) набирают команду, чтобы украсть 100 миллионов долларов у коррумпированного бизнесмена, в то время как агент Службы дипломатической безопасности США (DSS) Люк Хоббс (Джонсон) преследует их для ареста.
При разработке пятого фильма компания Universal Pictures намеренно отошла от темы уличных гонок, преобладавшей в предыдущих фильмах этой серии, чтобы превратить франшизу в сериал об ограблениях с участием автомобилей. Поступая таким образом, они надеялись привлечь более широкую аудиторию, которую в противном случае мог бы оттолкнуть сильный акцент на автомобилях и автомобильной культуре. «Форсаж 5» считается переходным фильмом в сериале, в котором представлена только одна автомобильная гонка и больше внимания уделяется действиям, таким как драки, перестрелки и центральное ограбление. В рамках производства была развернута комплексная маркетинговая кампания, при этом фильм рекламировался через социальные сети, виртуальные игры, сети кинотеатров, производителей автомобилей и на гонках NASCAR.
Возвращение Лин, Дизеля и Уокера было завершено в феврале 2010 года, а основные съемки начались в июле и продолжались до октября, с местами съемок, включая Атланту, Пуэрто-Рико и Рио-де-Жанейро. Брайан Тайлер, композитор двух предыдущих частей, вернулся, чтобы сочинить музыку. Фильм примечателен прежде всего тем, что в нём представлены практические трюки, а не созданные компьютером места размещения, которые можно увидеть в других частях франшизы.
Премьера фильма «Форсаж 5» состоялась 15 апреля 2011 года в Cinépolis Lagoon в Рио-де-Жанейро, а 29 апреля он был показан во всем мире. Фильм получил в целом положительные отзывы, с похвалой за режиссуру Лин, боевые сцены и игру актёров. Пятая часть собрала в мировом прокате 626 миллионов долларов, став седьмым по прибылям фильмом 2011 года, самым кассовым фильмом франшизы на тот момент и установив рекорды, связанные с самыми кассовыми выходными Universal на нескольких международных рынках. Продолжение, «Форсаж 6» было выпущено в США 24 мая 2013 года.

## Сюжет
Бывший полицейский Брайан О’Коннер, его девушка Миа и их друзья, Рико Сантос и Тего Лео, преследуют тюремный автобус, перевозящий заключённых в тюрьму «Ломпак». Один из заключённых — Доминик Торетто — беглый преступник, сдавшийся ранее полиции и осуждённый на 25 лет. Попытка его освобождения заканчивается аварией, в ходе которой ему удаётся сбежать. Освободив арестованного преступника, Брайан и Миа теперь сами становятся целью властей.
Скрываясь какое-то время, Брайан и Миа приезжают в Рио-де-Жанейро (Бразилия), и соглашаются на небольшую работёнку, предложенную их старым другом из «семьи» Винсом, у которого они останавливаются до прибытия Дома. Их задачей становится угон трёх охраняемых спецслужбами автомобилей из идущего поезда. Все планы рушатся из-за людей коррумпированного бразильского бизнесмена Эрнана Рейса, которым нужна одна из машин. В драке, разразившейся во время кражи, один из людей Рейса — Зизи — убивает агентов, конвоировавших груз, но упускает машину. Оказывается, что Рейсу нужна вовсе не машина, а навигационный чип, находящийся внутри. Винс предлагает вернуть чип, чтобы всё улеглось, но Доминик, теперь обвиняемый в убийстве федералов, выгоняет Винса якобы за предательство.
За Торетто и О’Коннером теперь охотится специально вызванный элитный спецагент Люк Хоббс с командой профессионалов. При первой попытке захватить их в фавелах, Хоббс терпит неудачу — ему препятствуют люди Рейса, которые также охотятся за чипом. Оторвавшись от преследования, Доминик предлагает Брайану и Мие разбежаться, но Миа говорит, что беременна, и все трое решают остаться, чтобы не потерять «семью» снова. Парни решают отомстить Рейсу и украсть у него 100 миллионов долларов — всё его состояние. Собирая команду самых лучших гонщиков, помогавших главным героям на протяжении всех предыдущих частей фильма, они придумывают хитроумный план с кражей. Винс тем временем спасает Мию от людей Рейса на рынке и получает прощение Доминика, который берёт его на «дело». Но планы снова рушатся, на этот раз из-за Хоббса, который захватывает Дома, Брайана, Мию и Винса перед самым налётом. При перевозке на них снова нападают люди Рейса, в результате чего гибнет вся команда Хоббса (кроме Елены), а Винс получает смертельное ранение. Доминик и Брайан спасают раненного Хоббса от неминуемой гибели. Винс перед смертью просит Дома позаботиться о его жене и сыне, названном в честь Доминика. Торетто даёт обещание. В доме друзья просят Доминика бежать из Рио. Тот отвечает, что бежать не собирается, но никого не держит, однако Хоббс решает отомстить обидчикам, наплевав на собственные принципы «честного копа».
Грабёж начинается на следующий день, когда команда Дома при помощи Хоббса и его помощницы Елены Нивес врывается в отделение полиции, где охраняются деньги Рейса. Дом и Брайан цепляют сейф тросами к своим машинам и везут его через весь город, круша всё на своём пути. Доехав до моста, Доминик отцепляет машину Брайана, разворачивается и едет навстречу преследователям: купленной полиции и бригаде Рейса. Во время очередного манёвра сейф увлекает за собой и машину, из которой Доминик успевает выпрыгнуть в последний момент. Машина взмывает в воздух и падает прямо на автомобиль Рейса. Вышедший из машины Зизи собирается убить Доминика, но его расстреливает вернувшийся Брайан. Приехавший на место Хоббс убивает раненого бизнесмена и, не желая арестовывать Дома и его товарищей, даёт им 24 часа для того, чтобы они скрылись, и обещает вновь взяться за их поимку. Этот жест милосердия он проявляет только при одном условии: сейф с деньгами должен остаться у него. Однако оказывается, что команда подменила сейф ранее, во время 10-секундного окна от полиции, обеспеченного Романом и Ханом. Поделив деньги на всех, члены команды разъезжаются в разных направлениях. Некоторую часть денег Дом отдаёт жене и сыну погибшего Винса, тем самым сдержав своё обещание. В конце показывают Брайана и беременную Мию, которые гуляют по пляжу и встречают Доминика с Еленой. Пока девушки общаются между собой, Брайан и Дом решаются на один заезд без ставок и других участников, чтобы, наконец, решить, кто из них лучший гонщик.
После финальных титров можно увидеть Хоббса, сидящего в кабинете в тот момент, когда Моника Фуэнтес (тайный агент из «Двойного форсажа») приносит ему папку о последнем уголовном деле о нападении на колонну в Берлине. Когда Хоббс её открывает, то видит фотографию Летти, которая, как считалось, погибла в четвёртой части. Однако дело говорит об обратном.

## В ролях
| Актёр            | Роль            |
| ---------------- | --------------- |
| Вин Дизель       | Доминик Торетто |
| Пол Уокер        | Брайан О’Коннор |
| Джордана Брюстер | Миа Торетто     |
| Тайриз Гибсон    | Роман Пирс      |
| Крис Бриджес     | Тедж Паркер     |
| Мэтт Шульц       | Винс            |
| Сон Кан          | Хан Соуль-О     |
| Галь Гадот       | Жизель Яшар     |
| Тего Кальдерон   | Тего Лео        |
| Дон Омар         | Рико Сантос     |

| Актёр             | Роль                 |
| ----------------- | -------------------- |
| Жоаким ди Алмейда | Эрнан Рейес          |
| Дуэйн Джонсон     | Агент Люк Хоббс      |
| Эльса Патаки      | Елена Нивес          |
| Майкл Ирби        | Зизи                 |
| Луис Да Силва-мл. | уличный гонщик Диого |
| Фернандо Чиен     | Уилкс                |
| Алими Баллард     | Фаско                |
| Йорго Константин  | Чато                 |
| Джофф Мид         | Мэкрой               |
| Ева Мендес        | Агент Моника Фуэнтес |

## Саундтрек
Ludacris сотрудничал с Slaughterhouse и Claret Jai для некоторых музыкальных композиций фильма. Первый сингл из саундтрека озаглавлен как «Furiously Dangerous».
Релиз саундтрека состоялся 25 апреля 2011 года на iTunes. На CD саундтрек выпущен 3 мая того же года.
Саундтрек фильма включает в себя следующие композиции:
| №   | Название                                                         | Исполнитель                                     | Длительность |
| --- | ---------------------------------------------------------------- | ----------------------------------------------- | ------------ |
| 1.  | «How We Roll (Fast Five Remix)»                                  | Don Omar, Busta Rhymes, Reek da Villian & J-doe | 4:10         |
| 2.  | «Desabafo/Deixa Eu Dizer»                                        | Marcelo D2 & Claudia                            | 2:56         |
| 3.  | «Assembling the Team»                                            | Brian Tyler                                     | 3:35         |
| 4.  | «L. Gelada-3 Da Madrugada»                                       | MV Bill                                         | 7:20         |
| 5.  | «Carlito Marron»                                                 | Carlinhos Brown                                 | 4:07         |
| 6.  | «Han Drifting»                                                   | Hybrid                                          | 1:56         |
| 7.  | «Million Dollar Race»                                            | Edu K & Hybrid                                  | 2:24         |
| 8.  | «Mad Skills»                                                     | Brian Tyler                                     | 3:51         |
| 9.  | «Batalha»                                                        | ObandO                                          | 4:16         |
| 10. | «Danza Kuduro»                                                   | Don Omar featuring Lucenzo                      | 3:19         |
| 11. | «Follow Me Follow Me (Quem Que Caguetou?) (Fast 5 Hybrid Remix)» | Tejo & Black Alien & Speed                      | 3:07         |
| 12. | «Fast Five Suite»                                                | Brian Tyler                                     | 5:43         |
| 13. | «Furiously Dangerous»                                            | Ludacris featuring Slaughterhouse & Claret Jai  | 4:04         |

## Премьера
Мировая премьера фильма состоялась 15 апреля 2011 года в Рио-де-Жанейро. Премьера в США состоялась 29 апреля 2011 года, в СНГ на день раньше — 28 апреля. Исполнители главных ролей, Вин Дизель, Пол Уокер и Дуэйн Джонсон, 23 апреля представляли фильм в Москве.

## Критика
Фильм получил в целом положительные отзывы, с похвалой за режиссуру Лин, боевые сцены и игру актёров. На Rotten Tomatoes пятая часть имеет рейтинг одобрения 78 % со средней оценкой 6,4/10 на основе 206 обзоров. Критический консенсус веб-сайта гласит: «Изящный, громкий и чрезмерный, Форсаж 5 с гордостью принимает свои безмозглые острые ощущения от боевиков и вдыхает новую жизнь во франшизу». На Metacritic фильм получил 66 баллов из 100. на основе отзывов 41 критика, что указывает на «в целом положительные отзывы». Зрители, опрошенные CinemaScore, поставили фильму среднюю оценку «А» по шкале от A+ до F. Дуэйн Джонсон получил похвалу от нескольких критиков за свою игру.
Роджер Эберт дал фильму 3 звезды из 4, назвав его «умело собранным 130 минутами в кино, с актёрами, способными делать абсурдные вещи с невозмутимыми лицами, и последовательностями действий, которые праздно играют с законами физики», в то время как Ричард Корлисс из Time считал его «возможно, первым великим фильмом постчеловеческой эры». The New York Times сообщила, что в нём ловко сочетаются действие и юмор, заявив: «Единственный раз, когда вы не будете смотреть на экран, это когда ваши глаза зажмурятся, потому что вы так сильно смеетесь». The Telegraph оценила присутствие Джонсон и Дизель вместе назвали это «космическим событием» и добавили, что режиссёр Лин оживил сериал, заявив, что «начало и конец здесь, вопреки всем вообразимым законам физики, являются вершинами сериала». о Джонсоне, говоря: «Как возродить стареющую франшизу? Бросьте Джонсона на неё. Лучшее, безусловно, в пятой части … Дуэйн Джонсон неуклюже проходит через фильм, оставляя за собой следы тестостерона». Однако Empire придерживались мнения, что сам фильм «не был хорошим фильмом ни по каким обычным критериям», утверждая, что он был слишком длинным, хотя и признавая, что боевые сцены, в частности финальная автомобильная погоня, сделали фильм «лучшим». он не воспринимает себя слишком серьёзно". Variety сосредоточился на ролях Джонсона и Дизеля, сетуя на нынешнее отсутствие «мускулистых» ведущих мужчин в стиле 1980-х и «мужественных мужчин», типичных для 1950-х и 1960-х годов, и назвал их пару «долгожданной инъекцией крутого парня». Variety отметила, что, основываясь на Форсаже 5, «шестая запись может быть чем-то, чего стоит ждать». Житель Нью-Йорка назвал боевые сцены «захватывающими», похвалив режиссёра Лина, сказав, что его «режиссура и четкий монтаж никогда не сбивают с толку и не теряют импульс», но также нашел фильм слишком длинным и раскритиковал диалоги, назвав его «некачественным в стиле Одиннадцати друзей Оушена». Что касается персонажей, The New Yorker счел Уокера и Дизеля «полезными», но похвалил Джонсона за то, что он привнес «модную, комическую осведомленность в свою роль … его удовольствие заразительно и поддерживает скорость фильма».

## Сиквел
На премьере фильма представители компании Universal Pictures заявили, что киностудия уже разрабатывает фильм «Форсаж 6». Режиссёр трёх последних частей, Джастин Лин, подтвердил, что фильм обязательно будет, поскольку 5-й «Форсаж» получился весьма удачным и собрал неплохие кассовые сборы.
Режиссёром фильма, как и трёх предыдущих в серии, стал Джастин Лин, а большинство актёров из пятого фильма вернулись к своим ролям. Ева Мендес, игравшая Монику Фуэнтес во втором фильме франшизы и появившаяся после титров пятой, должна была вернуться к своей роли в «Форсаже 6», но этого не случилось.
Мировая премьера фильма состоялась 7 мая 2013 года в Лондоне. В России фильм вышел на экраны 23 мая того же года.